# Leipziger Platz
Leipziger Platz (pol. plac Lipski) – ośmiokątny plac w Berlinie (nazywany dawniej z greckiego Octogon), na wschód od placu Poczdamskiego. Pomiędzy placami znajdowała się Brama Poczdamska (niem. Potsdamer Tor), której pozostałości zburzono w 1961. Przy placu mieszczą się ambasady Grecji i Kanady, również Wydział Promocji Handlu i Inwestycji (Abteilung für Handel und Investitionen) Ambasady RP w Berlinie (Leipziger Platz 9). W tym samym budynku, we wrześniu 2015 otwarto Niemieckie Muzeum Szpiegostwa (Deutsche Spionagemuseum).